# آن سميث
آن سميث (بالإنجليزية: Anne Smith)‏ مواليد 1 يوليو 1959 في دالاس، الولايات المتحدة، هي لاعبة كرة مضرب أمريكية سابقة بدأت مسيرتها كمحترفة سنة 1978 وكانت تلعب باليد اليمنى، اعتزلت اللعب في 1991. كما أنها إحدى بطلات الجراند سلام. أعلى تصنيف لها في الفردي كان المركز الـ 11 في سنة 1980.

## بطولات حققتها
- دورة رولان غاروس الدولية
- بطولة ويمبلدون
- بطولة أستراليا المفتوحة للتنس
- بطولة أمريكا المفتوحة للتنس

## النهائيات

### نهائيات البطولات الكبرى

#### الزوجي: 9 (5–4)
| الحصيلة | السنة | البطولة           | الأرضية | الشريك              | المنافس                         | النتيجة       |
| ------- | ----- | ----------------- | ------- | ------------------- | ------------------------------- | ------------- |
| الفوز   | 1980  | فرنسا المفتوحة    | ترابية  | كاثي جوردان         | إيفانا مادروجا أدريانا فيلاغران | 6–1, 6–0      |
| الفوز   | 1980  | ويمبلدون          | عشبية   | كاثي جوردان         | روزماري كاسالس ويندي تيرنبول    | 4–6, 7–5, 6–1 |
| الفوز   | 1981  | أستراليا المفتوحة | عشبية   | كاثي جوردان         | مارتينا نافراتيلوفا بام شرايفر  | 6–2, 7–5      |
| الوصافة | 1981  | ويمبلدون          | عشبية   | كاثي جوردان         | مارتينا نافراتيلوفا بام شرايفر  | 6–3, 7–6(8–6) |
| الفوز   | 1981  | أمريكا المفتوحة   | صلبة    | كاثي جوردان         | روزماري كاسالس ويندي تيرنبول    | 6–3, 6–3      |
| الفوز   | 1982  | فرنسا المفتوحة    | ترابية  | مارتينا نافراتيلوفا | روزماري كاسالس ويندي تيرنبول    | 6–3, 6–4      |
| الوصافة | 1982  | ويمبلدون          | عشبية   | كاثي جوردان         | مارتينا نافراتيلوفا بام شرايفر  | 6–4, 6–1      |
| الوصافة | 1983  | فرنسا المفتوحة    | ترابية  | كاثي جوردان         | روزالين فيربانك كاندي رينولدز   | 5–7, 7–5, 6–2 |
| الوصافة | 1984  | ويمبلدون          | عشبية   | كاثي جوردان         | مارتينا نافراتيلوفا بام شرايفر  | 6–3, 6–4      |

## وصلات خارجية
- آن سميث على موقع رابطة محترفات التنس (الإنجليزية)
- آن سميث على موقع الاتحاد الدولي لكرة المضرب (الإنجليزية)
- آن سميث على موقع كأس بيلي جين كينغ (الإنجليزية)
- آن سميث على موقع خلاصة التنس.كوم (الإنجليزية)

- الموقع الرسمي